# Benjamin Bok
Pour les articles homonymes, voir Bok.
Benjamin Bok est un joueur d'échecs néerlandais né le 25 janvier 1995 à Lelystad.
Grand maître international depuis 2014, il a remporté l'open du tournoi Chess Classic de Londres en 2015 avec 8 points sur 9.
Au 1er août 2017, il est le quatrième joueur néerlandais et le 184e joueur mondial avec un classement Elo de 2 615 points.

## Palmarès
En 2016, il remporta le tournoi des jeunes du festival d'échecs de Bienne et battit en match le Suisse Nico Georgiadis 5-1.
Il a représenté les Pays-Bas lors de l'olympiade d'échecs de 2016 à Bakou (il était l'échiquier de réserve).
En octobre 2016, il finit troisième du tournoi de blitz du mémorial Tchigorine à Saint-Pétersbourg.
En juin 2017, il finit quinzième (sur 397 joueurs) du championnat d'Europe d'échecs individuel disputé à Minskl avec 7,5 points sur onze possibles. Grâce à ce résultat, Il est qualifié pour représenter les Pays-Bas lors de la coupe du monde d'échecs 2017 à Tbilissi où il fut éliminé au premier tour par  Vladislav Artemiev.
En 2018, il finit dix-huitième du championnat d'Europe individuel et se qualifie pour la Coupe du monde d'échecs 2019. En 2019, lors de la Coupe du monde disputée à  Batoumi, il élimine Ivan Šarić au premier tour puis est battu au deuxième tour par Aleksandr Grichtchouk. Lors de la Coupe du monde d'échecs 2021, il bat le Kirghize Asyl Abdyjapar au premier tour puis est battu au deuxième tour par l'Américain Samuel Sevian.